# Méliphage de Hindwood
Bolemoreus hindwoodi
Espèce
Synonymes
- Lichenostomus hindwoodi (Longmore & Boles, 1983)[1]
- Meliphaga hindwoodi Longmore & Boles, 1983[1]

Statut de conservation UICN

 NT UICN 3.1 : Quasi menacé
Le Méliphage de Hindwood (Bolemoreus hindwoodi, anciennement Lichenostomus hindwoodi) est une espèce de passereaux méliphages de la famille des Meliphagidae. D'après le Congrès ornithologique international, c'est une espèce monotypique.
Son nom est attribué à l'ornithologue australien Keith Alfred Hindwood (en) (1904–1971).

## Systématique
L'espèce Bolemoreus hindwoodi a été initialement décrite en 1983 par les ornithologues australiens Noel Wayne Longmore (d) et Walter Earl Boles (d) sous le protonyme de Meliphaga hindwoodi.
À la suite des travaux phylogéniques d’Árpád S. Nyári (d) et Leo George Joseph (d) en 2011, cette espèce est déplacée dans le genre Bolemoreus par le Congrès ornithologique international dans sa classification de référence version 3.4 (2013).

## Répartition
Il est endémique d'Australie.

## Habitat
Il habite les forêts humides tropicales et subtropicales de basse altitude.

## Publication originale
- (en) N. W. Longmore et W. E. Boles, « Description and Systematics of the Eungella Honeyeater Meliphaga hindwoodi, a New Species of Honeyeater from Central Eastern Queensland, Australia », Emu, Melbourne, CSIRO Publishing (d), inconnu, Royal Australasian Ornithologists Union et Taylor & Francis, vol. 83, no 2,‎ juin 1983, p. 59-65 (ISSN 0158-4197 et 1448-5540, OCLC 1567848, DOI 10.1071/MU9830059, lire en ligne).